# دختران بزرگ می‌گریند
دختران بزرگ می‌گریند تک‌آهنگی از خواننده و ترانه‌سرای استرالیایی، سیا، از ششمین آلبوم استودیویی او ۱۰۰۰ شکل ترس (۲۰۱۴) است. این آهنگ به صورت بین‌المللی پخش نشد و فقط در استرالیا و برخی نقاط اروپا انتشار یافت. این تراک به چارت بلژیک و ۴۰ تای برتر استرالیا و فرانسه راه یافت. سیا همچنین «دختران بزرگ می‌گریند» را در برنامه Sunrise تلویزیون استرالیا اجرا کرده است.